# Урманай
Урмана́й — деревня в Кемеровском районе Кемеровской области. Входит в состав Елыкаевского сельского поселения.

## География
Центральная часть населённого пункта расположена на высоте 162 метров над уровнем моря.

## Население
| 2010 |
| ---- |
| 3    |